# 佐藤仁美
佐藤 仁美（さとう ひとみ、1979年〈昭和54年〉10月10日 - ）は、日本の女優。愛知県春日井市生まれ。ホリプロ所属。堀越高等学校卒業。

## 来歴
4人姉妹の末っ子として生まれ、小学生のとき両親が離婚。父親に引き取られ、8歳上の長姉を母親代わりに育ったが、父親は愛知県内で新聞販売店の経営をしていた関係で転勤が多く、小学生時代のみで転校を3回経験している。本人曰く、「小学生の頃から、しっかり者だった」という。中学生の時に『中学生日記』にて生徒役で出演し、これが役者としての原点となる。当時、学校では演劇部の部長を務めていた。
1995年、愛知女子高等学校在学中に第20回ホリプロタレントスカウトキャラバンでグランプリを受賞。同年ドラマ『海がきこえる〜アイがあるから〜』でテレビドラマ初出演。その後、堀越高校へ転入。堀越高校時代は堂本剛やともさかりえ、山口紗弥加、水樹奈々らと同級生だった。
1996年、『イグアナの娘』にて三上伸子役を演じ、注目を集める。同年、愛知銀行のイメージガールに起用される。1997年、『バウンス ko GALS』で主演を務め、ブルーリボン賞新人賞、キネマ旬報ベスト・テン新人女優賞を受賞し、翌年のヨコハマ映画祭にて最優秀新人賞を獲得。
2019年に互いの誕生日でもある10月10日に俳優の細貝圭と結婚したが、2023年2月23日に離婚した。夫婦間に子どもはいなかった。
2022年からはおかまのハヤティーと称する友人とともにYouTubeチャンネル「「アタスたちの部屋」 hitomi &Hayato 【佐藤仁美official】」を開始した。

## 人物
趣味は、映画・音楽鑑賞。名前の由来は、瞳が印象的だったのと、誕生日の10月10日が目の日（目の愛護デー）であることに由来し、仁美の字は画数で決めたという。
若手の頃は、『イグアナの娘』では菅野美穂、『ビーチボーイズ』では広末涼子の親友役と、ヒロインの親友役を演じることが多かったが、キャリアを積み、個性豊かな役を演じる女性バイプレイヤーとなっている。他方、30歳頃に仕事が減り無気力で何もせずに過ごしたり、クロスワードパズルや『戦国無双』をやる日々だったという。
新宿二丁目で飲み歩くことが多い。元来の体質に加え酒豪のため体重の増減が激しく、30代に入った頃から実年齢より上の「中高年の女性役」を演じる機会が増えている。女優としてだけではなくタレントとしてトーク番組への出演も増えており、主に飲酒時の失態・婚活を話題にすることが多い。2018年1月に「モテたい」と一念発起し、ライザップのダイエットプログラムに参加。7か月でトータル15キロ近くの減量に成功した。

## 出演

### テレビドラマ

#### NHK総合
- 土曜ドラマ
  - うどんとビデオ（1997年） - エイ 役
- 連続テレビ小説
  - あすか（1999年） - 綾瀬（藤吉）舞 役[13]
  - ファイト（2005年） - 片岡真理 役[13]
  - おひさま（2011年） - 村瀬紘子の母 役
  - とと姉ちゃん（2016年） - 梢（新沼康恵） 役[21]
  - ひよっこ（2017年） - 朝倉高子 役
- アイ'ム ホーム 遙かなる家路（2004年） - 岡田杏子 役[13]
- 七色のおばんざい（2005年） - 八木浩美 役[13]
- 繋がれた明日（2006年） - 横田有希子 役[13]
- 風の果て（2007年） - ふき 役[13]
- トップセールス（2008年） - 中野晴美 役[13]
- ママさんバレーでつかまえて（2008 - 2009年） - メグミ 役[13]
- 探偵Xからの挑戦状! Season2（2009年） - 葉山麻子 役[13]
- 平清盛（2012年） - 八条院暲子 役
- 開拓者たち（2012年） - サク 役
- つるかめ助産院〜南の島から〜（2012年） - エミリー 役
- 実験刑事トトリ（2012年） - 花村梓 役
- さよなら私（2014年） - 三上春子 役[13]

#### 日本テレビ
- サイコメトラーEIJI（1997年） - 赤樹リエ 役
- ボーダー 犯罪心理捜査ファイル（1999年） - 如月吹雪 役[13]
- 金田一少年の事件簿（2001年） - 六波羅舞子 役[13]
- ナースマンがゆく（2004年） - 内山弥生 役[13]
- 乱歩R（2004年） - 野上美禰子 役
- プリズン・ガール（2006年） - 美由紀 役
- セレンディップの奇跡（2007年） - 平田明恵 役[13]
- おせん（2008年） - 岡本の妻 役[13]
- ホカベン（2008年） - 河合里奈 役[13]
- 開局55年記念特別ドラマ 霧の火-樺太・真岡郵便局に散った9人の乙女たち-（2008年8月25日） - 加賀谷ヨシ 役[22]
- 名探偵コナン 工藤新一への挑戦状（2011年） - 宮野ゆかり 役
- 家政婦のミタ（2011年） - 皆川真利子 役
- ダーティ・ママ!（2012年） - 古屋敦子 役
- トッカン 特別国税徴収官（2012年） - 皆川真利子 役
- マネーの天使〜あなたのお金、取り戻します!〜（2016年） - 高村法子 役
- 黒い十人の女（2016年、読売テレビ製作） - 弥上美羽 役
- 相続探偵 第1話（2025年1月25日） - 榊原市香 役[23]

#### TBSテレビ
- 砂の器（2004年） - 扇原玲子 役[13]
- 白夜行（2006年） - 三沢千都留 役[13]
- 赤い奇跡（2006年） - 柿沼弥生 役
- 花嫁は厄年ッ!（2006年） - 片桐桃子 役[13]
- 松本清張生誕100年記念スペシャルドラマ 火と汐（2009年） - 上田咲子 役[13]
- ステップファザー・ステップ（2012年） - 矢城佐織 役
- 走馬灯株式会社（2012年） - 風間美沙子 役
- REPLAY & DESTROY（2015年）
- 37.5℃の涙（2015年） - 北原真依子 役
- 石子と羽男-そんなコトで訴えます?- 第6話（2022年8月19日） - 六車瑞穂 役
- 月曜ゴールデン
  - 「量刑」（2009年） - 上村岬（うえむらみさき） 役[13]
  - 「財務捜査官 雨宮瑠璃子6」（2011年） - 星恵 役[13]
  - 「遺品整理人 谷崎藍子3」（2012年） - 高丸由季子 役
  - 「浅見光彦シリーズ35」（2016年） - 春日経円 役

#### フジテレビ
- 翼をください![13]（1996年）
- ビーチボーイズ（1997年） - 真下裕子 役[13]
- ボーイハント（1998年） - 森井真美子 役[13]
- 花村大介（2000年） - 柴田綾子 役
- 太陽は沈まない（2000年） - 真崎祐子 役[13]
- 教師びんびん物語スペシャル2（2001年）
- スタアの恋（2001年） - 高瀬美奈 役
- 人にやさしく（2002年）
- いつもふたりで（2003年） - 木下優子 役[13]
- ほんとにあった怖い話
  - スペシャル1「白昼のベル」（1999年） - 真紀 役
  - 「さよなら俊彦」（2005年） - 松村信子 役
  - スペシャル 鎌倉ミステリーツアーSP「病棟のぬいぐるみ」（2006年） - 倉田博子 役
  - ほんとにあった怖い話（2006年） - 松村信子 役[13]
- 空中ブランコ（2005年） - 安川広美 役
- 海猿（2005年） - 光森千佳 役[13]
- 飛鳥へ、そしてまだ見ぬ子へ（2005年） - 梶田幸子 役[13]
- 大奥（2005年） - 奥女中・おとみ 役[13]
- 非婚同盟（2009年） - 伊庭由起子 役[13]
- ガリレオ 第2シーズン（2013年） - 安部由美子 役
- 花の鎖（2013年） - 北神夏美 役
- リーガルハイ（2013年 第4話） - 西平なつ 役
- 早子先生、結婚するって本当ですか?（2016年） - 成増梅子 役[24]
- 直撃!シンソウ坂上 再現ドラマ『母・福田和子』（2018年） - 福田和子 役
- 教場（2020年） - 服部京子 役
  - 教場II（2021年）
  - 風間公親-教場0- 第1話・最終話（2023年4月10日・6月19日）
- 世にも奇妙な物語
  - 「これ……見て……」（2008年） - 佐々木店長 役[13]
- 金曜エンタテイメント
  - 「えなりかずきの少年探偵・事件でござる3」（2003年） - 三崎凪子 役
  - 「松本清張スペシャル・黒い樹海」（2005年） - 町田知枝 役[13]
- 金曜プレステージ
  - 「屋台弁護士2」（2007年） - 田尻美紀 役
  - 「赤い霊柩車シリーズ37」 （2018年） - 豊駒 役
- 世界は3で出来ている（2020年6月11日） - 勇人の家を訪ねてきた女性 役 ※声のみ
- 女神の教室〜リーガル青春白書〜（2023年） - 安藤麻理恵 役[25]

#### テレビ朝日
- 海がきこえる〜アイがあるから〜（1995年） - 武藤里伽子 役[13]
- イグアナの娘（1996年） - 三上伸子 役[13]
- おそるべしっっ!!!音無可憐さん（1998年） - 林郁美 役
- スマートモンスターズ（1998年） - 有明ハルミ 役[13]
- 凄絶!嫁姑戦争 羅刹の家（1998年） - 小椋沙江子 役[13]
- 可愛いだけじゃダメかしら?（1999年） - 杉山洋子 役
- R-17（2001年） - 吉永美加 役[13]
- 独身3!!（2003年） - 浅井きよえ 役[13]
- モップガール（2007年） - 安住明日香 役
- 新・科捜研の女第8シリーズ第1話（2008年4月17日） - 丸山厚子 役
- 7人の女弁護士（2008年） - 遠藤百合絵 役[13]
- 相棒 Season 7（2008年） - 横山慶子（岸あけみ）役[13]
- 853〜刑事・加茂伸之介（2010年） - 本田みゆき 役[13]
- 警視庁継続捜査班（2010年） - 桂木冴子 役[13]
- ホンボシ〜心理特捜事件簿〜（2011年） - 山口佳恵 役[13]
- 聖なる怪物たち（2012年） - 木嶋美保 役
- 捜査地図の女（2012年） - 高梨優美子 役
- 死神くん（2014年） - 高野洋子 役
- 土曜ワイド劇場
  - 「風紋 不倫の果て…」（1999年） - 高浜真裕子 役
  - 「おとり捜査官・北見志穂」（2006年） - 白鳥節子 役
  - 「新・棟居刑事シリーズ2」（2007年2月10日） - 塩山彩香 役
  - 「西村京太郎トラベルミステリー」（2007年） - 阿部みどり 役[13]
  - 「ショカツの女〜新宿西署・刑事課強行犯係」（2007年 - ） - 大神瑞希 役[13]
  - 「法医学教室の事件ファイル」（2009年） - 田無美里 役[13]
  - 「拘置所の女医」（2011年） - 師岡いずみ 役[13]
- 家政夫のミタゾノ（2018年） - 木口一美 役
- ヒモメン（2018年） - 田辺聡子 役[26]
- 家栽の人シリーズ - 岡本真理 役
  - 日曜プライム 家栽の人（2020年5月17日）[27]
  - 家栽の人（2021年9月29日）[28]

#### テレビ東京
- 天下騒乱〜徳川三代の陰謀（2006年） - お咲 役[13]
- 好好!キョンシーガール〜東京電視台戦記〜（2012年） - 木崎あゆみ 役
- 終電ごはん（2013年） - ヒトミ 役
- アラサーちゃん 無修正（2014年） - サバサバちゃん 役[13]
- 太鼓持ちの達人〜正しい××のほめ方〜（2015年） - 本谷朝美 役
- 水曜ミステリー9
  - 「鑑識特捜班・九条礼子〜骨を知る女〜」（2012年） - 浅井奈々緒 役
  - 「刑事吉永誠一 涙の事件簿12」（2013年） - 村尾淳子 役
- 孤独のグルメ Season6 第9 話 （2017年6月10日） - 奥さん 役
- オー・マイ・ジャンプ! 〜少年ジャンプが地球を救う〜（2018年1月 - 3月） - 木暮美樹 役
- きのう何食べた? 第1話（2019年4月） - 今田聖子 役

#### その他
LaLa TV
- 私たちがプロポーズされないのには、101の理由があってだな
  - Season1 第13話（2015年） - 夏江 役
  - Season2 第12話（2015年） - 主演・大西良子 役

BSフジ
- BARレモン・ハート SEASON2 第17話（2016年7月25日） - 山中美智子 役

LISMO Channel
- 言霊の女たち。（2010年7月5日 - 26日） - マキ 役

dTV
- 裏切りの街（2016年） - 根本裕子 役

NHK BSプレミアム
- 我が家のヒミツ（2019年3月3日 - 24日） - 主演（1人4役）

NHK BS4K
- 満天のゴール（2023年3月25日） - 木田冴子 役

BSテレビ東京
- 闇の脅迫者（2001年4月25日）- 本田恭子 役
- W県警の悲劇 第1話・最終回 （2019年） - 熊倉清 役

### バラエティー・教養番組
- ジャングルTV 〜タモリの法則〜[13]（2000 - 2002年）
- 石ちゃんのダジャレ紀行（2002 - 2008年、テレビ朝日） - 石塚英彦との海外旅行番組
- 痛快TV スカッとジャパン（2014年10月 - 12月26日、フジテレビ） - 再現ドラマ（ムダムダおつぼねシリーズ）・言ってやったスカッとに不定期出演
- モノクラ〜ベ（BSスカパー、2015年8月2日、シーズン4第1回放送回「ビール、アサヒ『スーパードライ』VSキリン『一番搾り』」）
- SICKS〜みんながみんな、何かの病気〜（2015年10月 - 、テレビ東京） - レギュラー（テレビ番組タイムキーパー、鬼女探偵事務所・晴海 役）[32]
- おかあさんといっしょ「ガラピコぷ〜」（2016年4月 - 、NHK Eテレ） - プッチマーゴの声 [33]
- トライベッカ（2016年4月22日 - 、WOWOW）[34]
- 潜在能力テスト（フジテレビ）準レギュラー
- ウワサのお客様（フジテレビ）

### ラジオ
- オレたちやってま〜す（2001年、MBSラジオ） - 月曜日担当
- ゴチャ・まぜっ!月曜日（2006年4月10日 - 2009年3月10日、MBSラジオ）
- またまたゴチャ・まぜっ![13]（2009年4月18日 - 11月7日、MBSラジオ）
- 岡田惠和 今宵、ロックバーで〜ドラマな人々の音楽談義〜　第289回（2019年2月17日、NHK-FM）[35]

### 映画
- 虹をつかむ男（1996年） - 平山咲枝 役[13]
- バウンス ko GALS（1997年） - ジョンコ 役[13]
- リング（1998年） - 倉橋雅美 役[13]
- リング2（1999年） - 倉橋雅美 役[13]
- みんなのいえ（2001年） - 携帯電話の女 役
- 真夜中まで（2001年）
- 猫の恩返し（2002年） - ひろみ 役（声優）
- きょうのできごと（2004年）
- 稲妻ルーシー（2004年） - 主演・ルーシー 役[13]
- ZOO SEVEN ROOMS（2005年）
- 大奥（2006年） - 安度の女 役[13]
- 0からの風（2007年） - 篠原美由紀 役[13]
- HAPPYダーツ（2008年） - 高田麻衣 役[13]
- 空へ-救いの翼 RESCUE WINGS-（2008年）[13]
- ノン子36歳（家事手伝い）（2008年） - ノン子の妹 役[13]
- 劇場版 カンナさん大成功です!（2009年） - 森泉彩花 役[13]
- 幼獣マメシバ（2009年） - 次郎丸ミサ 役[13]
- ちょんまげぷりん（2010年、ジェイ・ストーム、中村義洋監督） - 千石佳恵 役[13]
- トテチータ・チキチータ（2012年） - 介護士森下 役
- HK 変態仮面 アブノーマル・クライシス（2016年） - コメンテーター 役
- fuji_jukai.mov（フジジュカイ ドット エムオーブイ）（2016年9月30日、吉本興業）[36]
- 惑う〜After the Rain〜（2017年） - 主演・石川いずみ 役[37][38]
- 貞子（2019年） - 倉橋雅美 役[39]

### 舞台
- 髑髏城の七人〜アカドクロ（2004年） - 沙霧 役[13]
- ミュージカル「エディット・ピアフ」（2011年、天王洲 銀河劇場）[13]
- 池田屋・裏 2012（2012年3月、天王洲 銀河劇場） - 宕山伊織 役[40]
- ミュージカル「フル・モンティ」（2014年1月 - 2月、東京国際フォーラム ホールC） - パム・ルコウスキー 役
- ミュージカル「タイトル・オブ・ショウ」（2014年8月、シアタークリエ）
- 朗読劇「したいとか、したくないとかの話じゃない」（2023年4月22日、俳優座劇場） - 恭子 役[41]
- ミュージカル「SUNNY」（2023年6月26日 - 7月5日、東京建物 Brillia HALL・7月9日 - 13日、梅田芸術劇場シアター・ドラマシティ） - 好恵 役[42]
- X-QUEST 2024 WINTER PERFORMANCE「色彩組曲〜七人の息子と灰色夜想曲〜」（2024年12月18日 - 22日、王子小劇場）[43]
- KERA CROSS 第6弾「消失」（2025年1月18日 - 2月2日、紀伊國屋サザンシアター TAKASHIMAYA / 2月6日・7日、サンケイホールブリーゼ）[44]
- 朗読劇「タチヨミ-最終巻-」（2025年6月12日、本多劇場）[45]
- GOODEARTH presents 兎座番外公演in東京凱旋「脳天ハイマー」（2025年3月12日 - 16日、赤坂RED/THEATER）[46]
- 舞台「ある日、ある時、ない男。」（2025年8月25日 - 9月16日〈予定〉、東京グローブ座 / 9月21日 - 28日〈予定〉、梅田芸術劇場シアター・ドラマシティ / 10月4日 - 7日〈予定〉、J:COM北九州芸術劇場 大ホール） - 関口小百合 役[47]
- 醉いどれ天使（2025年11月7日 - 23日〈予定〉、明治座 / 11月28日 - 30日〈予定〉、御園座 / 12月5日 - 14日〈予定〉、大阪新歌舞伎座） - 奈々江 役[48][49]

### CM
- 愛知銀行
- ライザップ（2018年4月）[50]
- ジニエブラ（2019年）[51]
- アサヒビール「アサヒヘルシースタイル」（2020年）
- ダイレクトテレショップ「フローレス」（2021年 - ）
- サントリー「金麦 × 女神の教室～リーガル青春白書～」コラボCM（2023年2月）[52]

### ゲーム
- ユーラシアエクスプレス殺人事件（1998年） - 本郷あみこ

## 受賞歴
- 1997年度
  - 第40回 ブルーリボン賞 新人賞 （『バウンス ko GALS』）
  - 第71回 キネマ旬報ベスト・テン 新人女優賞 （『バウンス ko GALS』）
  - 第19回 ヨコハマ映画祭 最優秀新人賞（『バウンス ko GALS』）
  - 第7回東京スポーツ映画大賞 新人賞
- 2000年度 
  - 第38回ギャラクシー賞 奨励賞（『花村大介』ゲスト出演の第4話での演技）[53]